# Koziestany
Koziestany – nieistniejąca obecnie wieś w Polsce położona w województwie mazowieckim, w powiecie siedleckim, w gminie Zbuczyn.

## Położenie
Wieś położona była pośrodku trójkąta Radomyśl-Januszówka-Smolanka, na terenie współczesnej gminy Zbuczyn, w pobliżu granicy gminy Wiśniew, obok linii kolejowej Berlin - Warszawa – Moskwa i przystanku kolejowego Radomyśl.

## Historia
Wieś po raz pierwszy odnotowana w łukowskich księgach podkomorskich w 1507.
Była to niewielka osada, zamieszkała przez kilka rodzin drobnoszlacheckich. Należała do parafii Zbuczyn. W I RP leżała w ziemi łukowskiej w województwie lubelskim. W latach 1796–1810 leżała w cyrkule siedleckim, a następnie w powiecie siedleckim.
Rejestr pogłównego z 1674 wykazał istnienie w Koziestanach 9 domów, zamieszkałych przez 28 osób (nie licząc dzieci do lat 10.).
Miejscowość nie rozwijała się ludnościowo i w 1787 liczyła 33 mieszkańców.
W 1827 było we wsi zaledwie 6 domostw zamieszkałych przez 26 osób.
Po raz ostatni odnotowana w wydanym w 1933 "Skorowidzu miejscowości RP" jako osada w gminie Zbuczyn. Wieś została zlikwidowana przez budowę linii kolejowej Siedlce–Łuków.